# دامير شولمان
دامير شولمان (بالكرواتية: Damir Šolman) مواليد 7 سبتمبر 1949 في زغرب، جمهورية كرواتيا الاشتراكية، هو لاعب كرة سلة كرواتي معتزل. بدأ مسيرته الاحترافية في سنة 1963. مثّل منتخب بلاده. شارك في دورة الألعاب الأولمبية الصيفية سنة 1968. حقق المركز الأول في بطولة كأس العالم لكرة السلة 1970. اعتزل اللعب في 1983.

## سجل المنافسة
شارك في المنافسات التالية:
- بطولة أمم أوروبا لكرة السلة 1967
- بطولة أمم أوروبا لكرة السلة 1969
- بطولة أمم أوروبا لكرة السلة 1973
- بطولة أمم أوروبا لكرة السلة 1975
- الألعاب الأولمبية الصيفية 1968
- الألعاب الأولمبية الصيفية 1972
- الألعاب الأولمبية الصيفية 1976

## الميداليات
| الميدالية | المسابقة                         |
| --------- | -------------------------------- |
| فضية      | الألعاب الأولمبية الصيفية 1968   |
| فضية      | الألعاب الأولمبية الصيفية 1976   |
| ذهبية     | بطولة كأس العالم لكرة السلة 1970 |
| فضية      | بطولة كأس العالم لكرة السلة 1974 |
| ذهبية     | بطولة أمم أوروبا لكرة السلة 1973 |
| ذهبية     | بطولة أمم أوروبا لكرة السلة 1975 |

## روابط خارجية
- دامير شولمان على موقع الاتحاد الدولي لكرة السلة (الإنجليزية)
- دامير شولمان على موقع سبورتس رفرنس (الإنجليزية)
- دامير شولمان على موقع أوليمبيديا (الإنجليزية)